# Dodge Challenger

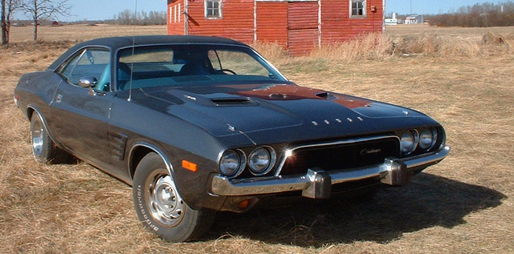
Dodge Challenger Rallye (1973)

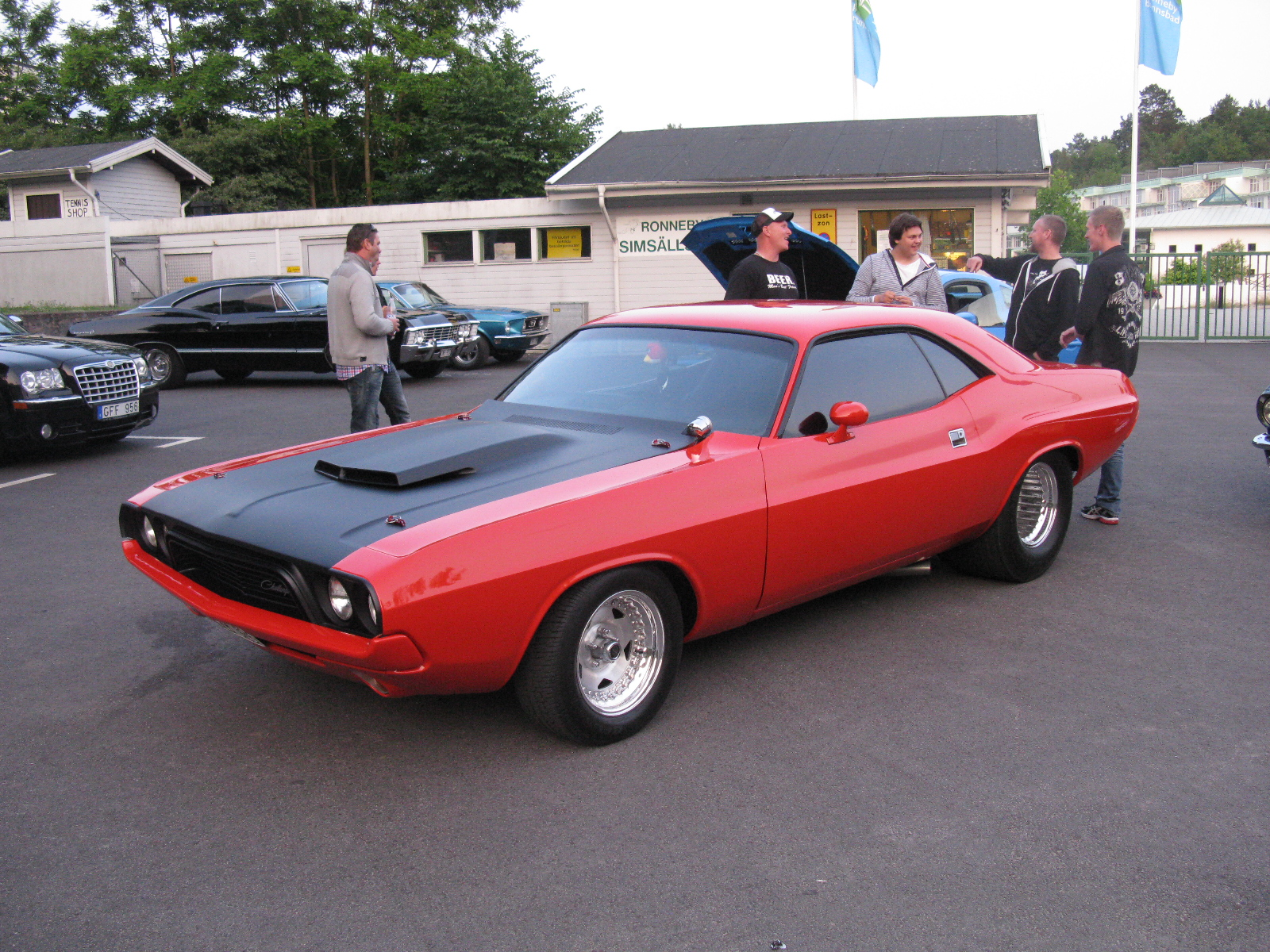
2. generace

Dodge Challenger je název tří různých generací automobilů (dvě z nich patřily do kategorie pony cars) vyráběných americkou značkou Dodge. Automobilka Dodge poprvé použila jméno Challenger již v roce 1959 pro pojmenování vozu Dodge Silver Challenger, který byl limitovanou edicí Dodge Coronet.

## První generace
Challenger první generace byl představen na podzim roku 1969. Na trhu se objevil ovšem o rok později, kde byl dostupný až do roku 1974. Na vnějším designu pracoval Carl Cameron, který už měl na kontě i povedený vzhled vozu Dodge Charger.

## Druhá generace
Druhá generace získala sportovnější vzhled. Vyráběla se v letech 1977–1983.

## Třetí generace
Třetí a zároveň poslední generace se vyráběla od roku 2008 do července 2023. Challenger prošel řadou nejen vizuálních změn během 15 let výroby. Challenger SRT Hellcat z roku 2015 jede maximální rychlostí 328 km/h. Pyšní se výkonem 707 koní a točivým momentem 878 Nm. Vzdálenost čtvrt míle tak zvládá projet za necelých 11 sekund. Nový motor SRT Hellcat Hemi má objem 6,2 litru. Další novější součástkou je osmistupňová převodovka TorquFlite, která byla navržena tak, aby dokázala odolat přelomovému výkonu a točivému momentu.

## Dodge Challenger Demon
Dodge Challenger Demon je výkonnostní varianta SRT Hellcatu. Poprvé se objevila v dubnu 2017 na New York Auto Show. Debutuje se jako nejrychlejší a nejvýkonnější produkční auto na světě.
Demon používá nový mechanicky poháněným kompresorem přeplňovaný benzínový vidlicový osmiválec o objemu 6,2 litru a výkonu 808 koňských sil (602 kW) s 91 oktanovým palivem, se 100 oktanovým palivem šplhá až k 852 koním (626 kW). Točivý moment tohoto agregátu se 100 oktanovým palivem činí 1,044 newtonmetrů. Auto váží 1930 kg, což je o 98 kg méně než Hellcat. Dodává se se silničními pneumatikami značky Nitto Tire pod označením NT05R. Pneu má rozměr 315/40R18 na zadní i přední nápravě. Kola jsou zaměřeny pro drag racing, dokonce jsou dostatečné pro legální jízdu po pozemních komunikacích.
Demon zvládá 0–100 za 2,3 sekundy, čtvrt míle za 9,65 s, maximální rychlost dosahuje 270 km/h (limitováno). To dělá Demona nejrychlejším ne-elektrickým produkčním automobilem současnosti. Při akceleraci na posádku působí 1,8 G, takže Demon je také nejtvrději zrychlující auto na světě. Tlak v mechanickém kompresoru může být až 14,5 psi, otáčky motoru až 6,500 ot/m. Díky tomu je Demon první a zatím jediné produkční auto na světě, které dokáže jet jen po zadní nápravě (wheelie).
K autu náleží jeden černý a jeden červený klíč. Černý klíč limituje výkon na 500 koní (373 kW), s kombinací červeného klíče a 100 oktanového paliva využije motor na plný potenciál a výkon šplhá k už již zmíněným 840 koním (626 kW).
Interiér této výbavy se na první pohled moc neliší od jiných Challengerů. Standardně se dodává jen s přední sedačkou řidiče, ale je tu možnost si je doplnit, 20 Kč za jednu.[ujasnit] Výbava zahrnuje jiný displej ve středovém panelu s informacemi o výkonu. Na palubovém displeji mezi budíky a sedačkách je logo Demonu.
Avšak snížení váhy z 2 027 kg na 1 930 kg si vyžádalo své oběti:
- Odstraněna přední sedačka a pás spolujezdce (−26 kg)
- Odstraněny zadní sedačky a pásy, zadní i přední koberečky (−25 kg)
- Odstraněny reproduktory, subwoofer včetně veškerých kabelů (−11 kg)
- Odstraněn kryt zavazadlového prostoru, koberec zavazadlového prostoru a kryt rezervního kola (−9 kg)
- Použity menší přední i zadní stabilizátory (−9 kg)
- Použity lehčí hliníkové čtyřpístkové přední i zadní brzdové třmeny a dvojité 360 mm kotouče (−7 kg)
- Použity kola z lehké slitiny a otevřené kolové matice (−7 kg)
- Teleskopicky nastavitelný volant nahrazen manuálním nastavováním (−2 kg)
- Odstraněny přední i zadní parkovací senzory (−1 kg)

### Specifikace
- Benzínový vidlicový osmiválec o objemu 6,2 litru a výkonu 840 hp (626 kW) s 2,7 litrovým mechanickým kompresorem
- Poloautomatická 8 rychlostní převodovka ZF 8HP
- Běží jak na 91 oktanový benzín tak 100 oktanový
- Váha 1,930 kg (o 98 kg méně než Hellcat)
- Klimatizace
- Dotyková obrazovka o úhlopříčce 8,4 palce od firmy Uconnect
- Rozšířené lemy blatníků vpředu i vzadu (přidává 9 cm k celkové šířce vozidla)
- Volant potažený alcantarou
- Symboly Demon na sedačkách
- Transbrake System (jako první legální auto)
- Power Chiller – vozidlo využívá klimatizaci pro vychlazení intercooleru před jízdou
- „Drag Mode“ mód podvozku (jako první legální auto)
- 2 reproduktory
- Funkční nasávání vzduchu na kapotě „hood scoop“ (Největší hood scoop na legálním)

### „Demon Crate“
Každý, kdo si koupí Demona k němu dostane box s příslušenstvím zdarma, do něho spadá:
- Speciální řídící jednotka
- Sportovní vzduchový filtr s větší propustností
- Karbonový odznáček palubní desky
- Kryt na dveře na místo zrcátka spolujezdce (pokud pro sportovní účely odstraníte zrcátko)
- Hydraulický hever s odznáčkem Demon
- Momentový klíč
- Manometr na pneu
- Rázový utahovák